# Kijkuit (Terneuzen)
Kijkuit is een buurtschap in de Nederlandse regio Zeeuws-Vlaanderen (provincie Zeeland), gelegen tussen Hulst en Axel. De buurtschap bestaat uit twee wegen: Kijkuit en de Liniedijk. Tot 1951 was er een station Kijkuit, gelegen op de spoorlijn Mechelen-Terneuzen. Bij Kijkuit werd zwaar gevochten in 1944 bij de bevrijding van Zeeuws-Vlaanderen. Ten noordoosten Kijkuit ligt het landgoed Groot Eiland.
De postcode van Kijkuit is 4571, de postcode van Axel.

## Naamsverklaring
Deze buurtschap is vernoemd naar het gelijknamige fort dat in 1596 werd aangelegd als onderdeel van de Linie van Axel I en dat omstreeks 1700 werd opgevolgd door een fort van dezelfde naam, nu deel uitmakend van de Linie van Axel II. Het fort heeft geen functie meer.
Steden: Axel · Biervliet · Philippine · Sas van Gent · Terneuzen

Dorpen: Hoek · Koewacht · Overslag · Sluiskil · Spui · Westdorpe · Zaamslag · Zandstraat · Zuiddorpe

Buurtschappen: Den Abeele · Altena · Axelschestraat · Batterij · Berdelingebuurte (deels) · Boerengat · Bontekoe · Boschdorp · Boschdorp · Bouchauterhaven · Cootjesdorp · De Sluis · Driedijk · Driekwart · Drieschouwen · Driewegen · Eendragt · Het Fort · Fort Ferdinandus · Griete · Hasjesstraat · Haven (deels) · Hazelarenhoek · Het Zand · Hoek van de Dijk · Holleken (deels) · Hoogedijk · Isabellahaven · Kampersche Hoek · Kijkuit · Klein Gent · Knol · De Kraag · Kruispad · Kwakkel · Magrette · Mauritsfort · Molenhoek · De Muis · Nieuwemolen · Nieuwlandse Molen · Othene · Oude Molen · Oude Polder · Paradijs · Passluis · Poonhaven · Posthoorn (deels) · De Put · De Ratte · Reedijk · Reuzenhoek · Rijgerij · Roodesluis · Schaapdijk · Schapenbout · Sint Andries · Steenovens · De Sterre · Stoppeldijkveer (deels) · Stroodorpe · Vaartwijk · Vaatje · Val · Varempé · Waterhuis · Watervliet · Wouterij · Wulpenbek · Zaamslagveer · Zandplaat · Zwartenhoek

Streekje: Tweekwart

Historische plaatsen: Axelsche Sassing · Noordhoek · De Stuiver · Triniteit · Vingerling

Zeeland: Steden en dorpen in Zeeland      Nederland: Provincies · Gemeenten